# Biserica Adormirea Maicii Domnului din Caselle Landi
Biserica Adormirea Maicii Domnului (în italiană Chiesa dell'Assunzione della Beata Vergine Maria), cunoscută de obicei ca Biserica Adormirea, este biserica parohială din Caselle Landi, provincia Lodi, Italia.
Clădirea a suferit diverse restaurări și remodelări, inclusiv ultima, după inundația fluviului Pad din 1951 care a devastat întreaga zonă Lodi de Jos.

## Istoric
Este o clădire dreptunghiulară cu absidă semicirculară, cu o singură navă. Clopotnița, până în 1891, a fost în spatele absidei, cea actuală fiind despărțită de biserică prin capela Maicii Domnului din Lourdes. Fațada, de-a lungul anilor, a suferit diverse restaurări.

## Naosul
La intrare, în stânga, se află baptisteriul, cu o nișă dedicată Nașterii Mariei. În dreapta, o frescă, opera lui Luigi Arzuffi, cu Sf. Francesca Saverio Cabrini, însoțită de episcopul Scalabrini, plecând în misiunea americană încredințată de Papa Leon al XIII-lea.
Urmează, în dreapta, paraclisul Maicii Domnului a Rozariului, iar în stânga cel al Sf. Antonie de Padova.
Al doilea paraclis este dedicat Sfintei Inimi și Maicii Domnului. Ultimele capele sunt dedicate sfântului Iosif și sfântului Sabinus din Piacenza, protectorul satului. În diferitele capele, există statui mai mici ale altor sfinți.
Naosul central prezintă fresce (lucrări de Paolo Zambelli) care înfățișează evangheliștii, alți sfinți, Adormirea Mariei și Sfântul Savino care, de sus, protejează Caselle Landi.

## Galerie

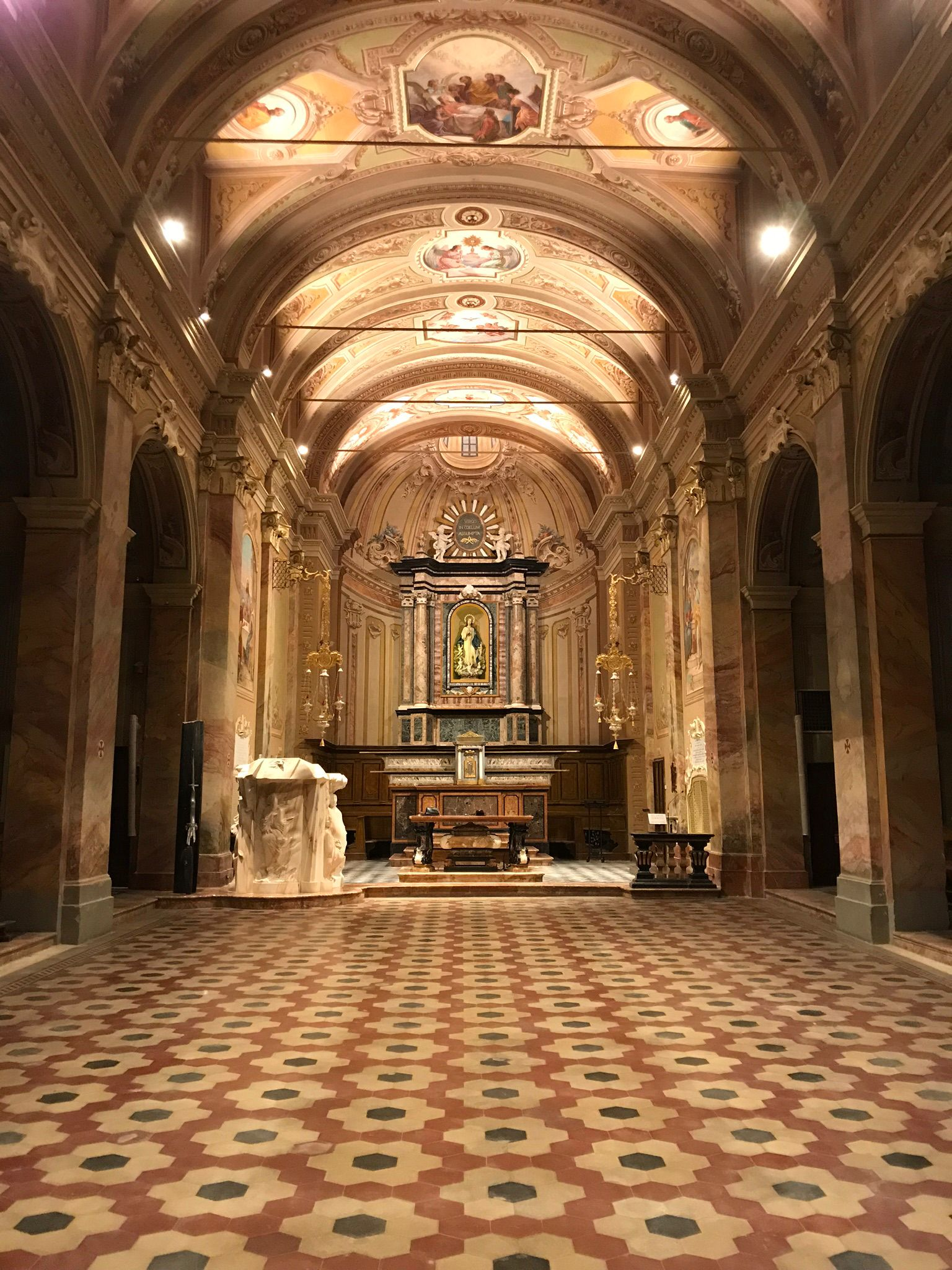
Interiorul bisericii
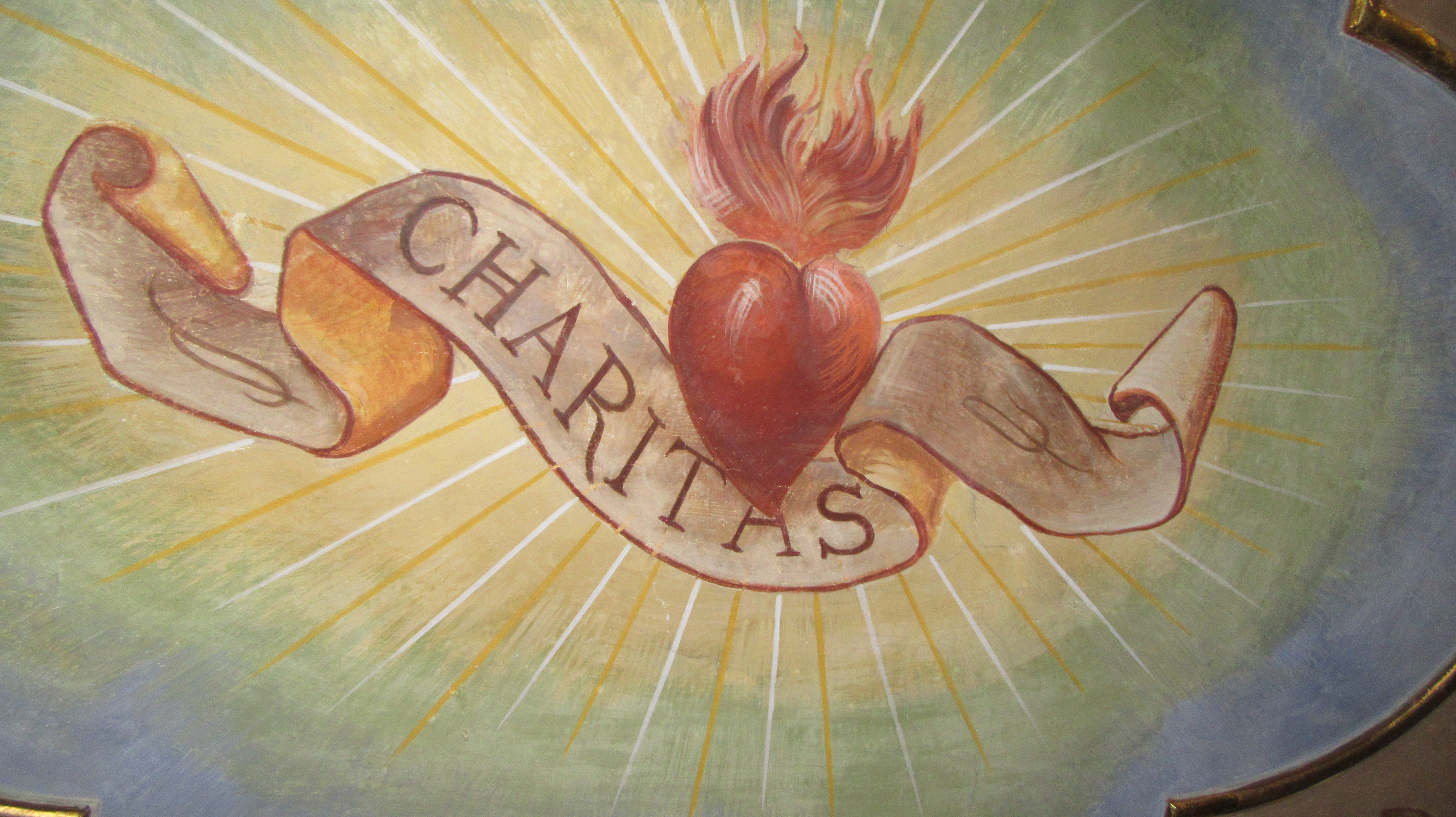
Fresca Sfintei Inimi, pe absidă
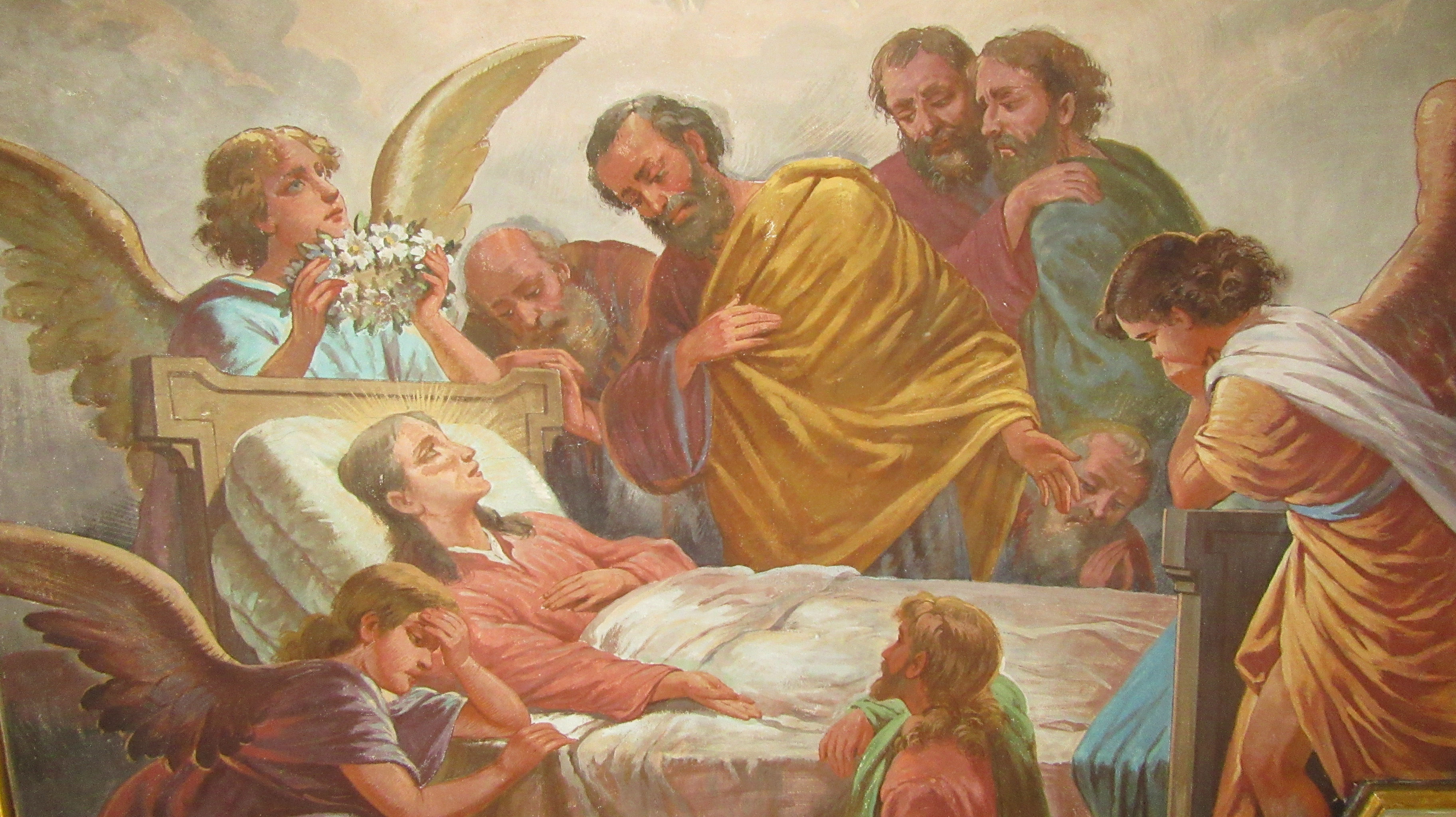
Fresca Adormirii, pe nava centrală
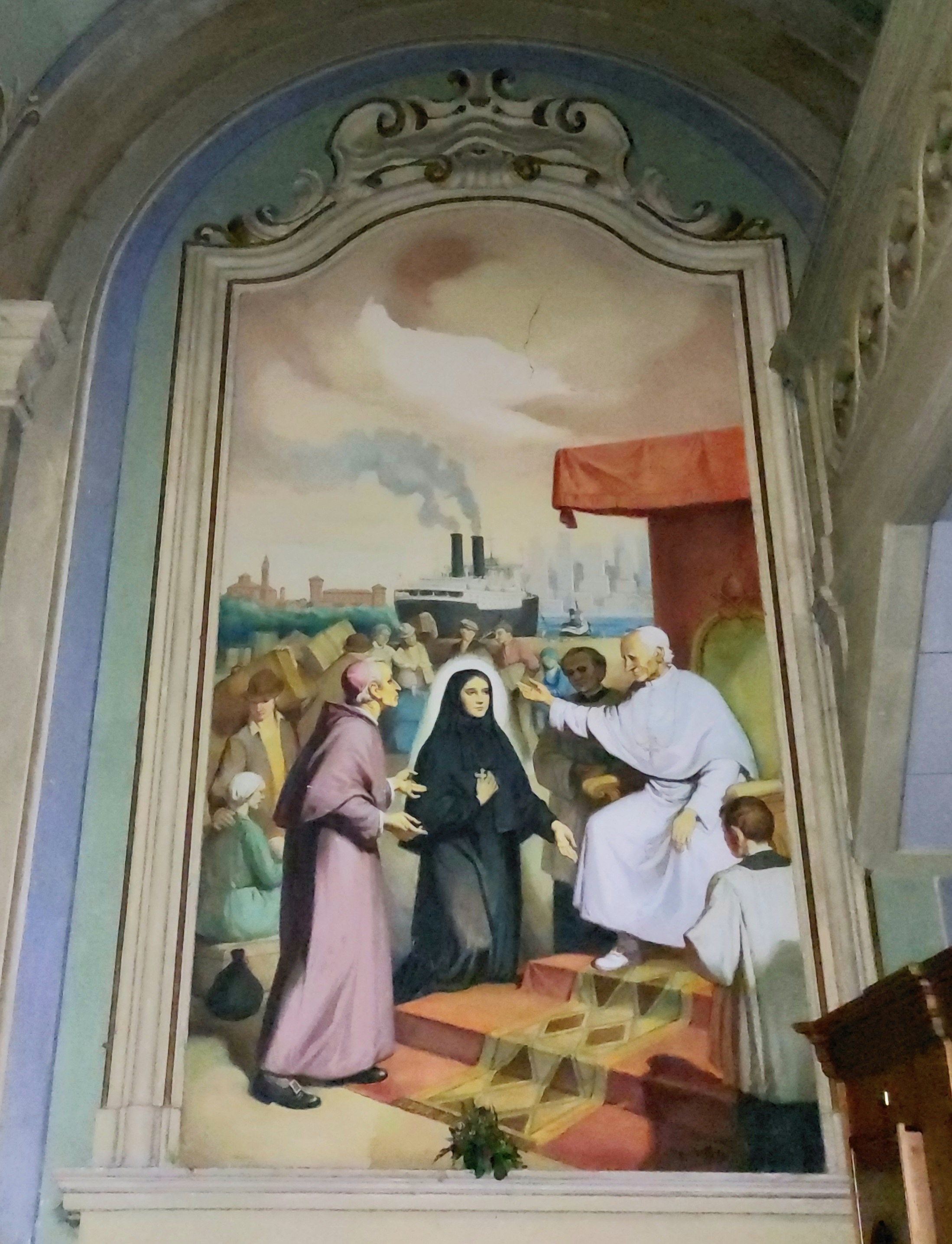
Fresca Sf. Cabrini
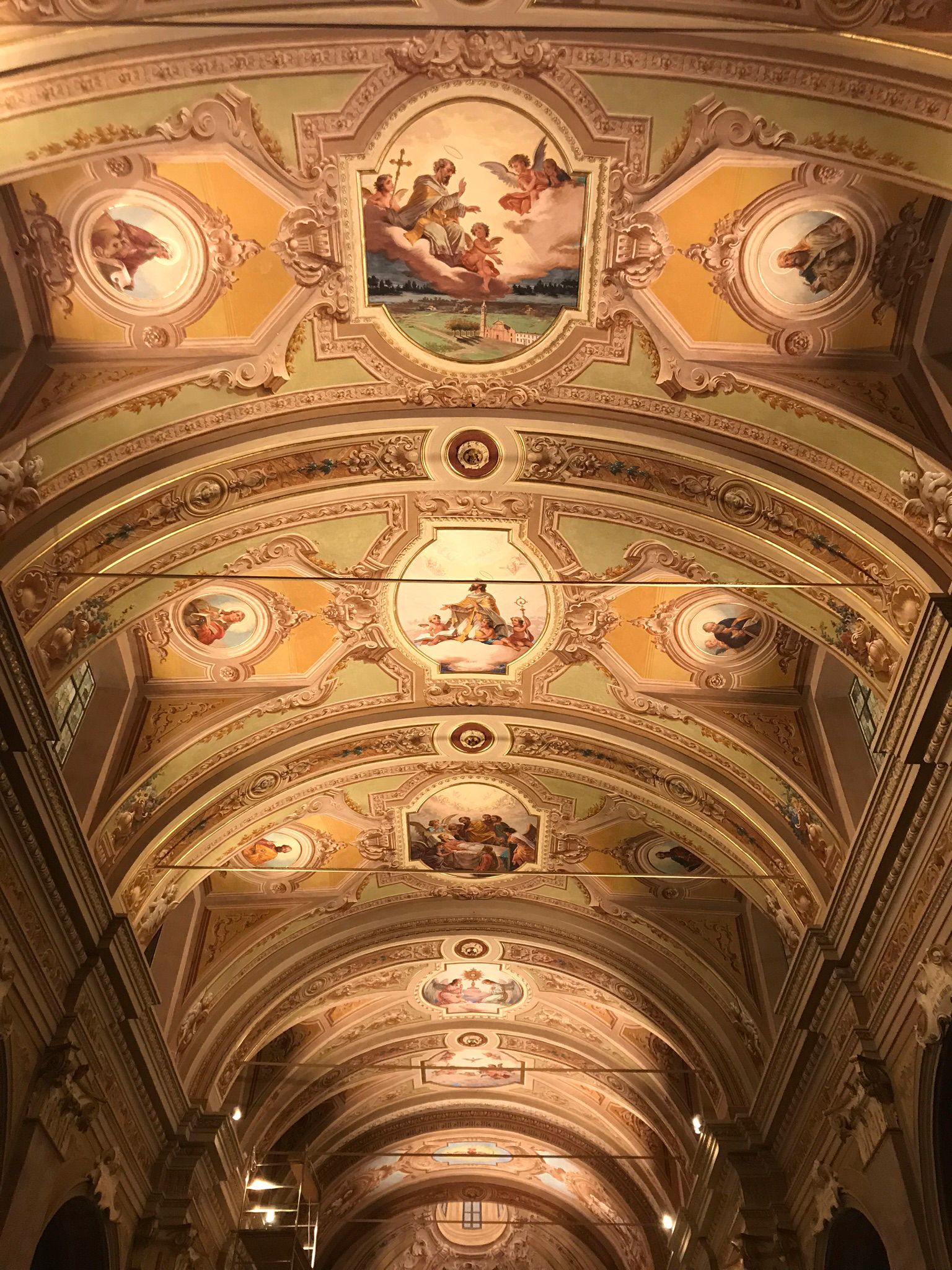
Naosul, după ultima restaurare din vara anului 2019
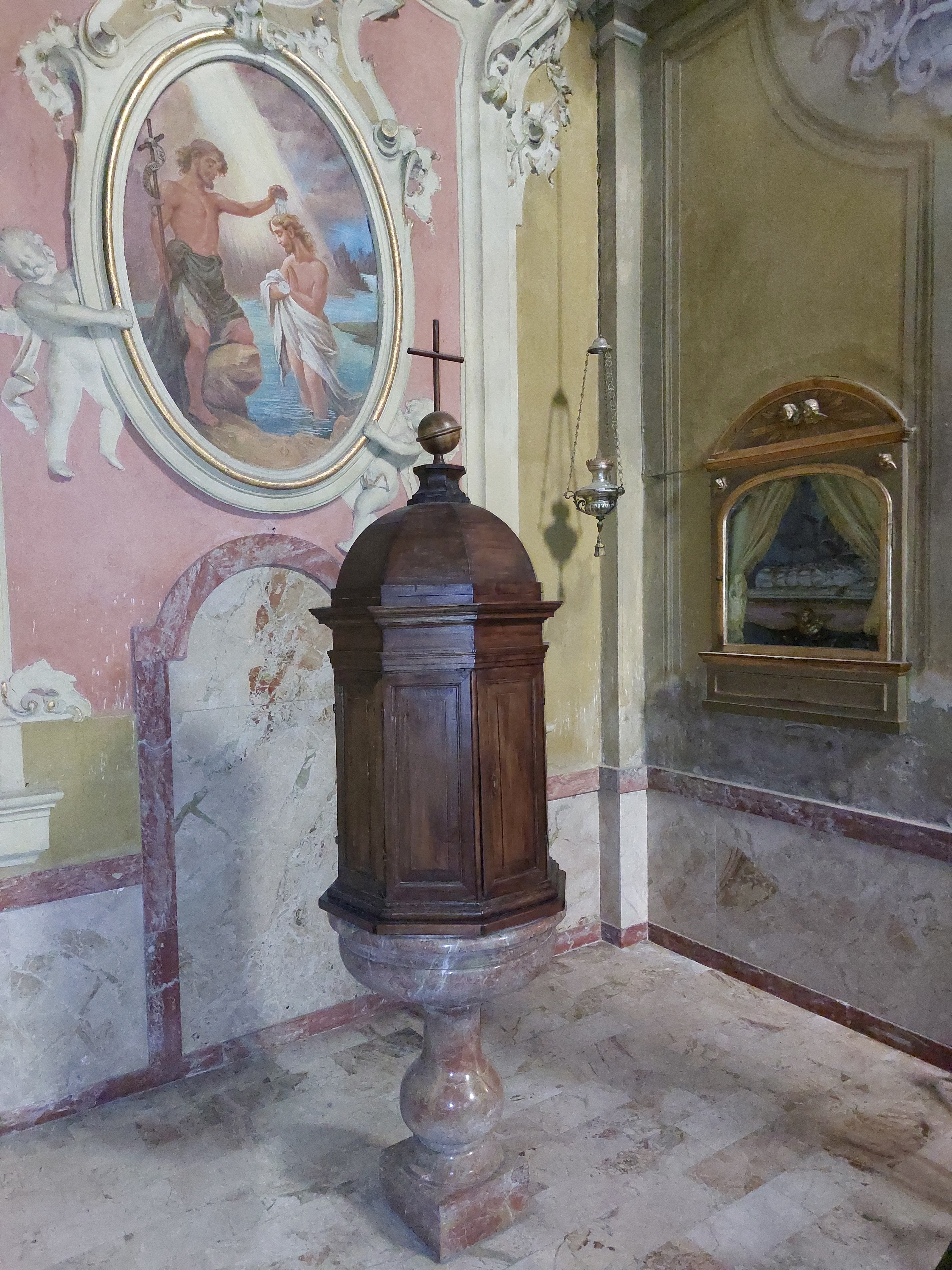
Cristelnița. În dreapta, nișa dedicată Nașterii Maicii Domnului; în centru, o frescă a botezului lui Isus.